# Rubus anisacanthopsis
Rubus anisacanthopsis es una especie de planta del género Rubus, perteneciente a la familia Rosaceae.

## Taxonomía
Rubus anisacanthopsis fue descrita por H. E. Weber en 1978.

## Distribución
Se encuentra en el territorio de Alemania.